# Oshae Brissett
Oshae Jahve Brissett (Toronto, Ontario; 20 de junio de 1998) es un baloncestista canadiense que pertenece a la plantilla de los Philadelphia 76ers de la NBA. Con 2,01 metros de estatura, ocupa la posición de alero.

## Trayectoria deportiva

### Universidad
Jugó dos temporadas con los Orange de la Universidad de Syracuse, en las que promedió 13,7 puntos, 8,2 rebotes, 1,3 asistencias y 1,1 robos de balón por partido. Fue incluido en el mejor quinteto de rookies de la Atlantic Coast Conference en su primera temporada.

#### Estadísticas
| Año     | Equipo   | PJ | PT | MPP  | %TC  | %3P  | %TL  | RPP | APP | ROB | TPP | PPP  |
| ------- | -------- | -- | -- | ---- | ---- | ---- | ---- | --- | --- | --- | --- | ---- |
| 2017–18 | Syracuse | 37 | 37 | 38.1 | .354 | .331 | .787 | 8.8 | .9  | 1.2 | .8  | 14.9 |
| 2018–19 | Syracuse | 34 | 34 | 33.0 | .393 | .270 | .660 | 7.5 | 1.8 | 1.0 | .8  | 12.4 |
| Total   | Total    | 71 | 71 | 35.7 | .371 | .307 | .736 | 8.2 | 1.3 | 1.1 | .8  | 13.7 |

### Profesional
Tras no ser elegido en el Draft de la NBA de 2019, en el mes de julio acabó firmando un contrato con los Toronto Raptors, que se convirtió en dual en octubre para jugar también con su filial en la G League, los Raptors 905.
El 11 de enero de 2021, fue elegido por los Fort Wayne Mad Ants en el puesto número 21 del draft de la NBA G League.
El 1 de abril de 2021 firmó un contrato por diez días con Indiana Pacers, renovando por diez días más el 11 de abril. Finalmente, el 20 de abril, le ofrecen un contrato multianual para quedarse en la franquicia de Indiana.
El 30 de junio de 2023 firmó como agente libre por dos años con Boston Celtics.
El 17 de junio de 2024 se convierte en campeón de la NBA tras la victoria de Boston en las Finales a Dallas Mavericks (4-1). En junio de 2024, rechazó una opción de contrato de 2,5 millones de dólares con Boston para pasar a convertirse en agente libre.
El 18 de enero de 2025 firmó con los Long Island Nets de la NBA G League.
El 14 de marzo de 2025 firmó un contrato por diez días con los Philadelphia 76ers de la NBA.

## Estadísticas de su carrera en la NBA
|  | Denota temporadas en las que fue Campeón de la NBA |

### Temporada regular
| Año     | Equipo  | PJ  | PT | MPP  | %TC  | %3P  | %TL  | RPP | APP | ROB | TPP | PPP  |
| ------- | ------- | --- | -- | ---- | ---- | ---- | ---- | --- | --- | --- | --- | ---- |
| 2019-20 | Toronto | 19  | 0  | 7.1  | .361 | .200 | .800 | 1.4 | .4  | .2  | .1  | 1.9  |
| 2020-21 | Indiana | 21  | 16 | 24.7 | .483 | .423 | .769 | 5.5 | .9  | .9  | 1.0 | 10.9 |
| 2021-22 | Indiana | 67  | 25 | 23.3 | .411 | .350 | .695 | 5.3 | 1.1 | .7  | .4  | 9.1  |
| 2022-23 | Indiana | 65  | 2  | 16.7 | .386 | .310 | .717 | 3.4 | .7  | .5  | .2  | 6.1  |
| 2023-24 | Boston  | 55  | 1  | 11.5 | .444 | .273 | .602 | 2.9 | .8  | .3  | .1  | 3.7  |
| Total   | Total   | 227 | 44 | 17.3 | .416 | .337 | .698 | 3.9 | .8  | .5  | .3  | 6.5  |

### Playoffs
| Año   | Equipo | PJ | PT | MPP | %TC  | %3P   | %TL  | RPP | APP | ROB | TPP | PPP |
| ----- | ------ | -- | -- | --- | ---- | ----- | ---- | --- | --- | --- | --- | --- |
| 2024  | Boston | 10 | 0  | 5.5 | .545 | 1.000 | .500 | 1.4 | .0  | .3  | .2  | 1.6 |
| Total | Total  | 10 | 0  | 5.5 | .545 | 1.000 | .500 | 1.4 | .0  | .3  | .2  | 1.6 |